# Disparalona leei
Disparalona leei är en kräftdjursart som först beskrevs av Chien 1970.  Disparalona leei ingår i släktet Disparalona och familjen Chydoridae. Inga underarter finns listade i Catalogue of Life.